# Georges Maikel Pires Monteiro
 (mars 2021).
Pour les articles homonymes, voir Monteiro (homonymie).
Georges Maikel Pires Monteiro est un danseur et chorégraphe né au Luxembourg de parents cap-verdiens.

## Biographie

### Études
Georges Maikel Pires Monteiro commence sa formation au Conservatoire de Luxembourg. Il y a obtenu son diplôme supérieur en danse jazz en 2012. Il danse pour des chorégraphes tels que Jorge Jauregui (ES), Peter Mika (SK/ES), Thomas Noone (UK) et Roberto Olivan (ES). 

### Carrière
En février 2020, il s'est produit à l'occasion du 75e anniversaire de l'Œuvre nationale de secours Grande-Duchesse Charlotte.